# Obélisque muré
L'obélisque muré, aussi appelé colonne de Constantin VII Porphyrogénète ou colonne murée, est le nom traditionnellement donné à l'obélisque maçonné bâti au IVe siècle sur la spina au centre de l'hippodrome de Constantinople.

## Emplacement
Positionné sur la spina au centre de l'hippodrome de Constantinople, l'obélisque muré est à quelques mètres de la colonne serpentine et de l'obélisque de Théodose.

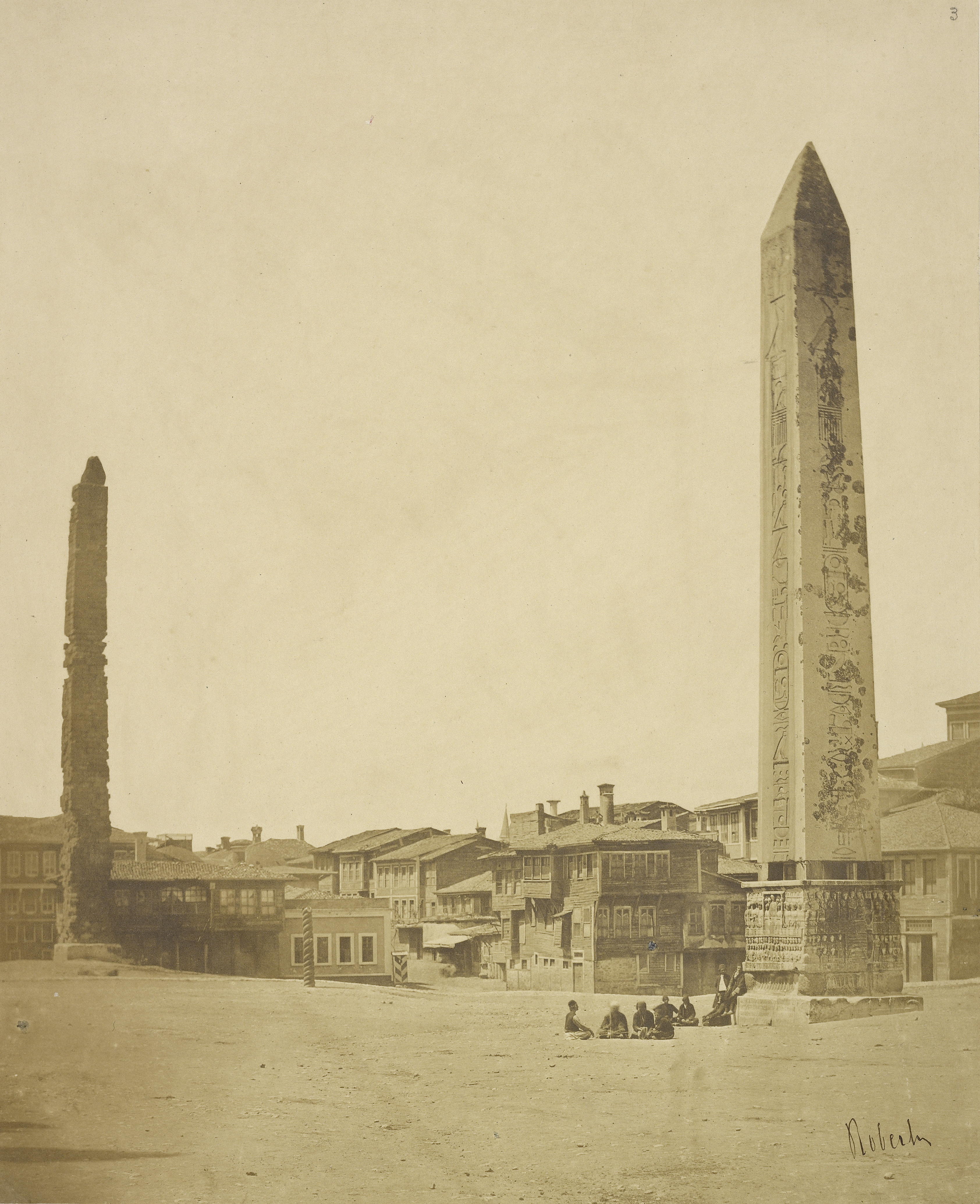
L'hippodrome, photographie de 1853 : l'obélisque muré à gauche, la colonne serpentine au milieu et l'obélisque de Théodose à droite.

## Histoire
La construction de cet obélisque, haut de 32 mètres et constitué de blocs grossièrement taillés, a commencé sous le règne de Septime Sévère (146-211) et fut achevé sous le règne de Constantin Ier le Grand (306-337). Il fut décidé de construire l'obélisque sur place plutôt que d'en importer un d'Égypte.
Constantin VII Porphyrogénète (912-959) en fit couvrir les faces de plaques de bronze doré sur lesquelles se trouvaient des bas-reliefs représentant des fermiers et des pêcheurs. À son sommet trônait une pomme de pin qui tomba lors d'un tremblement de terre en 869. Ces plaques furent enlevées lors de la quatrième croisade (1204) pour fabriquer des pièces de monnaie. Sa restauration est récente.

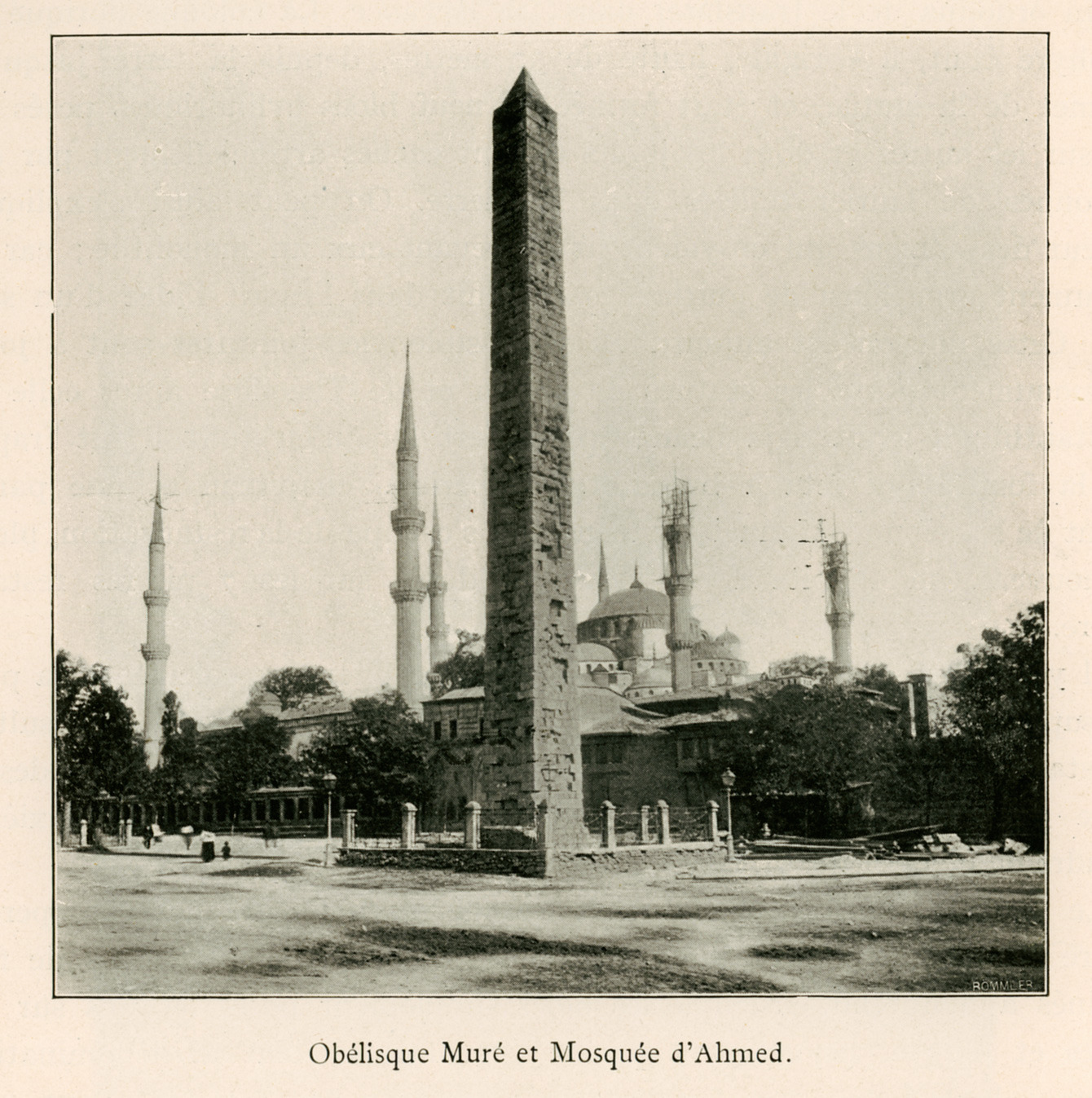
L'obélisque muré et la mosquée d'Ahmed (Hermann Barth, 1913).
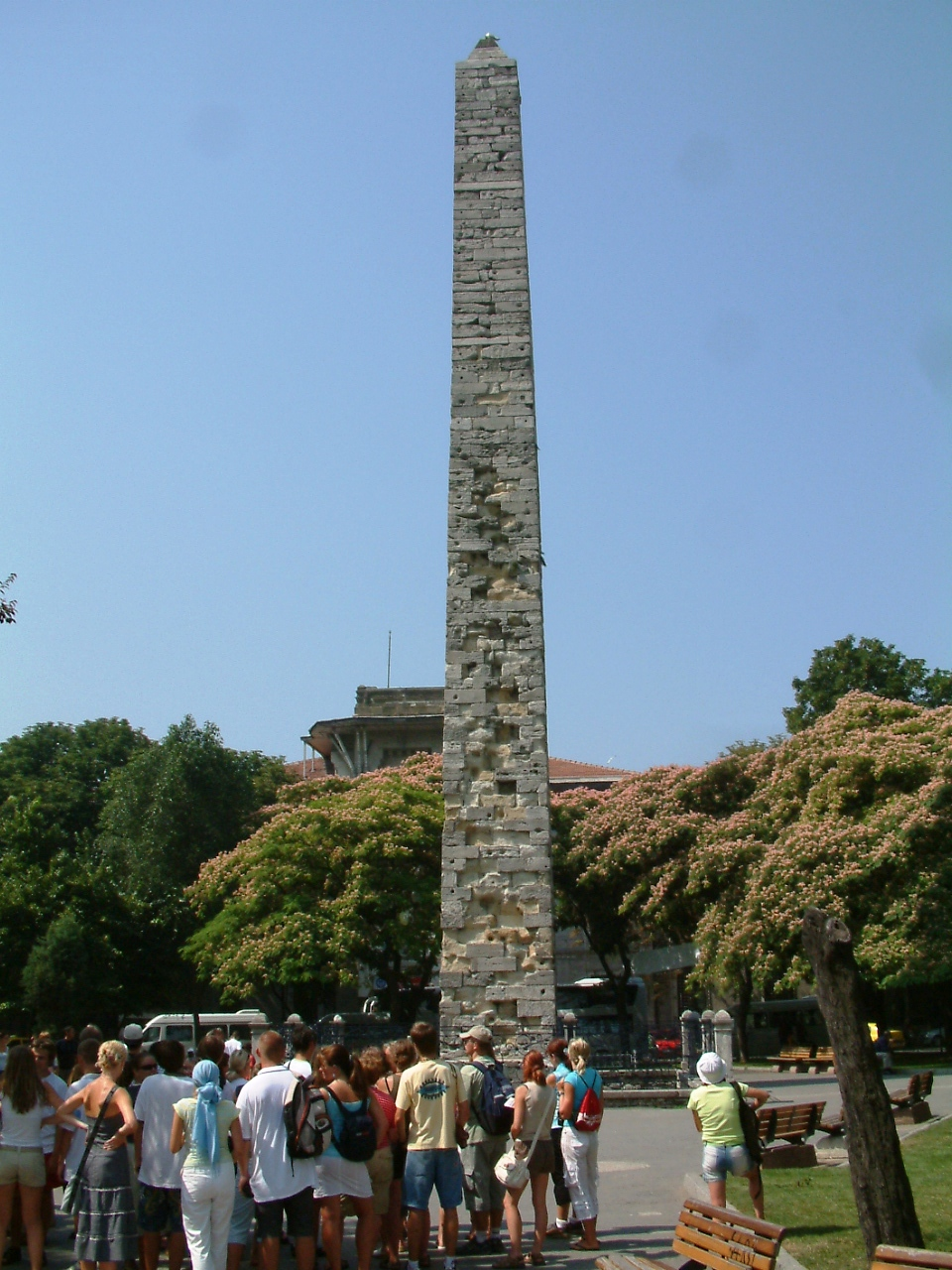
L'obélisque muré de Constantinople.
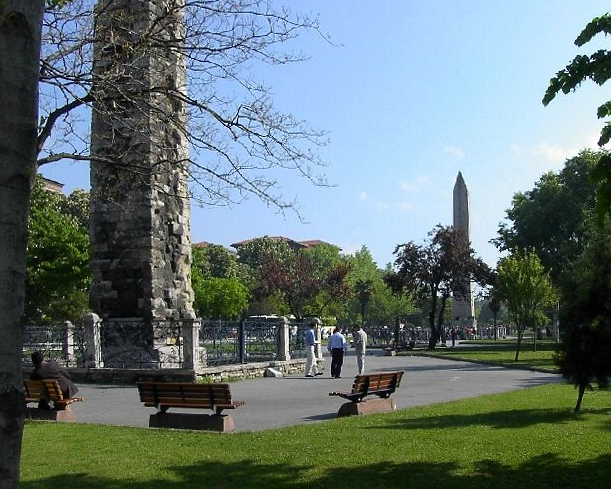
Hippodrome de Constantinople. Au premier plan, l'obélisque muré.